# Portret ojca artysty
Portret ojca artysty – obraz olejny malarza Henryka Rodakowskiego. Dzieło jest przechowywane w Muzeum Narodowym w Warszawie.

## Historia
W 1850 r. Rodakowski ukończył studia malarskie w Paryżu i powrócił na rok do rodzinnego Lwowa. Przed wyjazdem z Paryża otrzymał nagrodę w końcowym konkursie pracowni za obraz Zwiastowanie najświętszej Marii Pannie. We Lwowie wzbudził zainteresowanie jako syn znanego adwokata i jednocześnie artysta przybywający z wielkiego zagranicznego ośrodka. Jesienią 1850 r. namalował Portret ojca.

## Opis
Obraz przedstawia ojca malarza, Pawła Rodakowskiego, siedzącego w obszernym fotelu. Portretowany jest pochylony nieco w przód, głowę skłonił  lekko na prawo. Jego sylwetka stapia się z tłem. Światło wyraziście wydobywa z ciemnej płaszczyzny szczegóły twarzy ojca i jego splecione na kolanach dłonie. Oblicze modela i jego dłonie to dwa jasne elementy na obrazie.
Malarz oddał twarz swego ojca z drobiazgową dokładnością, ukazując jej grube rysy i szczegóły skóry. Jednocześnie Henrykowi Rodakowskiemu udało się uchwycić sugestywne, bezpośrednie spojrzenie modela, budujące z widzem niemal osobisty kontakt. Krytycy podkreślali artyzm malarza, który, przy realistycznym ujęciu swego ojca, zdołał też pokazać prawdę psychologiczną o namalowanej postaci.
Portret ojca to pierwszy dojrzały obraz Henryka Rodakowskiego, jednocześnie jest to jego pierwszy wybitny portret. Malarz zawarł w nim elementy kompozycji, które później powtarzał na innych portretach, i które były charakterystyczne dla jego malarskiego stylu: realistycznie i sugestywnie ujęte dłonie i twarz portretowanej osoby, wydobyte miękkim światłem z ciemnego tła.